# Eupeodes montivagus
Eupeodes montivagus är en tvåvingeart som först beskrevs av Snow 1895.  Eupeodes montivagus ingår i släktet fältblomflugor, och familjen blomflugor. Inga underarter finns listade i Catalogue of Life.